# Barbara Cassin
Pour les articles homonymes, voir Cassin.
Barbara Cassin, née le 24 octobre 1947 à Boulogne-Billancourt (Seine), est une philologue, helléniste et philosophe française, spécialiste des philosophes grecs et de la rhétorique de la modernité.
Directrice de recherche au CNRS, traductrice, et directrice de collections consacrées à la philosophie, elle prend en 2006 la direction du centre Léon-Robin puis, en 2010, la présidence du Collège international de philosophie, dont elle dirige la revue Rue Descartes en parallèle, pour l'UNESCO.
Elle est élue à l'Académie française le 3 mai 2018, devenant la neuvième femme académicienne, et la cinquième, à cette date, de l'effectif féminin actuel.

## Biographie

### Famille
Laure Sylvie Barbara Cassin est née du mariage de Pierre Cassin, conseiller juridique, et d'Hélène Caroli, artiste peintre.
Elle est veuve d'Étienne Legendre, notaire créateur d'un centre hippique. Elle a deux fils,.

### Étudiante à l'ombre de Heidegger (1964-1974)
Après des études secondaires au lycée Jean-de-La-Fontaine de Paris, elle entre en hypokhâgne au lycée Pasteur de Neuilly-sur-Seine, où elle est l'élève du poète et philosophe Michel Deguy, puis en khâgne au lycée Fénelon, mais n'est pas reçue au concours d'entrée à l'École normale supérieure (Paris). Elle assiste par ailleurs, au lycée Condorcet, aux cours de Jean Beaufret, un ami de Martin Heidegger.[réf. nécessaire]
En 1968, elle soutient à la Sorbonne, sous la direction de Ferdinand Alquié, un mémoire de maîtrise en philosophie dans lequel elle aborde les fondements logiques de l'ontologie à travers la correspondance sur ce sujet de Leibniz et d'Arnauld. C'est en passionnée de la pensée d'Heidegger qu'elle rencontre celui-ci au Séminaire du Thor, auquel elle participe et qui se tient la deuxième semaine de septembre 1969 chez René Char, figure exemplaire de l'intellectuel résistant.
Tout en continuant ses études dans l'université en restructuration de l'après-Mai 68, elle travaille occasionnellement comme traductrice. Elle est en particulier sollicitée par Gallimard pour participer à la traduction de La Crise de la culture : huit exercices de pensée politique d'Hannah Arendt, où l'auteur interroge ce que sont devenues la tradition, l'histoire, la liberté, la vérité, la politique, l'éducation dans une modernité dont le discours ne se fonde plus sur l'autorité. L'opération est renouvelée deux ans plus tard pour Vies politiques du même auteur, où est évoqué le passé nazi de Heidegger.[réf. nécessaire]
Elle s'inscrit en 1971 aux séminaires du centre Léon-Robin de la Sorbonne et du Centre de recherches philologiques de l'université de Lille III. Elle est chargée de cours à l'université de Saint Denis, tout en préparant son doctorat ès lettres en philosophie, qu'elle obtient en 1974 en soutenant une thèse sur le traité pseudo-aristotélicien Sur Melissus, Xénophane et Gorgias. Elle publie sa thèse sous le titre Si Parménide.

### Professeure de philosophie (1974-1984)
Elle prépare le CAPES tout en assurant, de 1974 à 1976, une vacation de pédagogue pour adolescents psychotiques à l’hôpital de jour Étienne-Marcel, à Paris, où Françoise Dolto supervise depuis dix ans la prise en charge des tout petits. Cette rencontre avec la langue absolument étrangère, intraduisible, des fous[référence souhaitable], aussi déterminante qu'avec Heidegger, amène le psychanalyste Jacques-Alain Miller à lui confier de 1975 à 1979 la charge d'un cours du Département de psychanalyse de l'Université de Vincennes à Saint-Denis. Entretemps, grâce à deux bourses de l'Office allemand d'échanges universitaires, elle étudie en 1976 à l'université de Fribourg, où avait enseigné Martin Heidegger, puis en 1978 à l'université de Heidelberg.
Bien qu'elle ait échoué six fois à l'agrégation de philosophie,, elle obtient le certificat de professeur et est affectée chaque année, de 1979 à 1984, dans un établissement différent (lycée François-Villon à Paris, lycée Youri-Gagarine de Chaumont, lycée Salengro d'Avion, près de Lens, lycée Lamarck d'Albert, lycée Fénelon de Cambrai, lycée Poncelet de Saint-Avold).
Durant ce cursus, elle exerce pendant trois années, de 1980 à 1982, comme maître de conférences à l’ENA, où elle est chargée de la méthodologie des séminaires, et, de 1981 à 1984, elle enseigne comme chargée de cours au Centre de recherches philologiques de l’université Lille-III.[réf. nécessaire]
En 1983, Pierre Aubenque lui délègue l'organisation du séminaire sur la pensée antique, au sein du Centre Léon-Robin de la Sorbonne.[réf. nécessaire]

### Chercheuse au centre Léon-Robin et au Ciph (1984-1992)
En septembre 1984, elle organise avec Monique Canto le colloque Qu'est-ce que la sophistique ? au Centre culturel international de Cerisy-la-Salle. Simultanément son appartenance au centre Léon-Robin est entérinée par un recrutement au CNRS. Désormais attachée de recherche détachée à l'unité mixte de recherche (UMR) 8061, elle travaille avec Pierre Aubenque. Elle devient directrice de recherche en 1996 et prend la direction du centre en 2006.
Parallèlement, cette même année 1984, elle prend en charge un des séminaires du Collège international de philosophie, où elle devient directrice de recherche de 1988 à 1992 et siège au conseil de 1990 à 1993. À plusieurs reprises, elle collabore avec Michel Narcy. Ensemble, ils traduisent et éditent en 1989 le livre Γ de la Métaphysique d'Aristote.
En 1990, elle est sollicitée par Eric Alliez et la revue 34 Letras, liée à Gilles Deleuze et Félix Guattari, pour préparer la fondation à Sao Paulo de la maison d'édition Editora 34. Du 10 au 13 octobre, elle réunit à la Sorbonne, pour un colloque intitulé Les Stratégies contemporaines d'appropriation de l'Antiquité, Elizabeth Anscombe, Pierre Aubenque, Jacques Brunschwig, Gilles Deleuze, Jacques Derrida, Umberto Eco, Paul Ricœur, entre autres, autour d'un questionnement, qui est le sien, sur les liens entre pensée antique et monde contemporain, la rémanence de celle-là dans celui-ci.
Cette même année 1990, elle s'engage dans le projet de construction d'une philosophie européenne en participant sous la direction de Pierre Nora à la Librairie européenne des idées du Centre national du livre. En 1991, elle lance avec Alain Badiou aux éditions du Seuil une série de publications bilingues d’œuvres philosophiques au sein de la collection Points-Essais. L'année suivante, c'est à cette codirection que François Wahl, démissionnaire, confie la collection L’Ordre philosophique, qu'il avait fondée vingt-cinq ans plus tôt avec Paul Ricœur.

### Pluralité culturelle et modernité de la sophistique (1993-2001)
De 1993 à 2000, elle coordonne, au sein du groupe de recherche GDR 1061 du CNRS, une centaine de chercheurs qui se proposent d'élaborer un dictionnaire définissant les variations sémantiques des concepts philosophiques à travers leurs emplois dans différentes langues et différents contextes. Ce travail aboutit en 2004 par la publication du Vocabulaire européen des philosophies .
En 1994, elle soutient à l'université Paris-IV une thèse d'État sous la direction de Pierre Aubenque. Cette thèse, à laquelle Si Parménide aura servi de prolégomènes, est publiée sous le titre L'Effet sophistique dans la prestigieuse collection de la NRF. Outre une confrontation entre des auteurs de l'Antiquité (Homère, Parménide, Gorgias, Antiphon, Aristote) et des penseurs contemporains (Frege, Heidegger, Arendt, Lacan, Perelman, Habermas), l'ouvrage offre de nombreux documents, dont la traduction de textes dans certains cas partiellement inédits en français (le Traité du non-être de Gorgias et son Éloge d'Hélène dans leur intégralité, les Tétralogies d'Antiphon ou encore le traité Sur la manière d'écrire l'histoire de Lucien de Samosate).
À la suite de l'abolition de l'apartheid, elle participe à la fondation, à l'université du Cap, d'une école de rhétorique qui devenue depuis l'Association de rhétorique et de communication de l'Afrique du Sud (ARCSA), avec Philippe-Joseph Salazar, membre du Collège international de philosophie, dont la thèse avait été censurée dix ans plus tôt par le gouvernement d'Afrique du Sud. Elle en est la vice-présidente et l'une des correspondantes pour la France.
À partir de 1995, elle siège en tant que représentante élue au Comité national du CNRS.

### Quelles formes de discours pour quel monde?[pasclair](2002-2006)
De 2002 à 2006, le CNRS lui confie le pilotage d'un Projet international de coopération scientifique (PICS 1455) avec l'Afrique du Sud intitulé Rhétoriques et démocraties. Corollairement, l'Institut Max Planck la charge de définir le programme de philosophie que la Commission européenne a décidé de mettre en ligne sur le site European Cultural Heritage on line (ECHO). Son équipe réalise de décembre 2003 à juin 2004, en collaboration avec les éditions du Robert et du Seuil, la maquette de la future version en ligne du Vocabulaire européen des philosophies.
Entretemps, elle retrouve, en 2005, le Centre national du livre, qu'elle avait quitté en 1997 au bout de sept années, au sein de la commission « Philosophie et théologie », et rejoint à la Sorbonne Jonathan Barnes, qui l'avait fait connaître en 1983 par un commentaire de son Si Parménide, dans l'animation d'un séminaire de master de deuxième année. L'année suivante, elle prend en charge elle-même pour deux ans ce même séminaire et publie Google-moi : la deuxième mission de l'Amérique, un ouvrage sur le moteur de recherche de Google. Elle y dénonce les effets paradoxaux d'une diffusion de masse dont l'algorithme, basée à l'inverse de son propre projet ECHO sur une quantification de la popularité, tend à occulter les qualités les plus heuristiques d'une base de données.[réf. nécessaire]
En 2006 et 2007, elle participe à un programme d'études, intitulé Corpus et financé par l'Agence nationale de la recherche, sur les données et les outils de la recherche en sciences humaines et sociales et intègre le groupe d'experts conseillers en matière de plurilinguisme du ministre européen de l'éducation de la commission Barroso, Ján Figel'. Le successeur de ce dernier, Leonard Orban, prolongera cette mission jusqu'en 2008.[réf. nécessaire]

### Enjeux politiques autour de la langue (2007-2010)
De 2007 à 2009, le CNRS lui confie une seconde mission de coopération internationale, intitulée Traductions croisées / traditions croisées, dont l'objet est de conduire avec l'Ukraine une étude critique de l'influence de la langue sur les conceptions philosophiques.
En mai 2007, à la suite du refus de publier Le Perçu de François Wahl, Barbara Cassin et Alain Badiou démissionnent des éditions du Seuil. En septembre, ils fondent chez Fayard la collection Ouvertures dont l'objectif revendiqué est de « délimiter la philosophie en explorant ses bords ». Ils y éditent la somme phénoménologique refusée par le Seuil.
En 2008, elle quitte la commission « Philosophie et théologie » du Centre national du livre pour présider durant deux années cette même commission avec un nouvel intitulé Philosophie, psychanalyse, sciences religieuses. Elle entre au conseil d’administration du Collège international de philosophie, dont elle présidait le conseil scientifique depuis 2003, et participe au partenariat unité mixte internationale nouvellement organisé entre l'Institut des sciences humaines et sociales du CNRS, et l'université de New York autour d'un sujet d'études intitulé Transitions, translations, durabilité. Pour quatre années, elle entre au bureau de la Conférence des présidents du Comité national du CNRS (CoCNRS), où elle siège jusqu'en 2004, et préside une des instances de celui-ci, la commission XXXV chargée d'évaluer les chercheurs en philosophie, littérature, histoire des sciences et musicologie.
À ce titre, elle dénonce publiquement le « démantèlement » de la recherche française et le dénigrement pratiqué par le président Nicolas Sarkozy à l'encontre du CNRS. À l'initiative du psychanalyste Roland Gori, elle rassemble les protestations de professionnels de la médecine, de l'éducation et de la culture subissant le même sort, L'Appel des appels, pour une insurrection des consciences.
En 2009, elle rejoint pour deux années André Laks au pilotage d'un projet financé par l'ANR sur les « présocratiques grecs, présocratiques latins ». Simultanément, le CNRS lui confie la responsabilité d'un groupement de recherche international (GDRI) intitulé Philosopher en langues. Comparatisme et traduction et l’Unesco celle d'un nouveau « réseau des femmes-philosophes » et de sa Revue des femmes-philosophes.
Elle abandonne la direction du Centre Léon-Robin pour prendre en décembre 2010 la présidence du conseil d’administration du Collège international de philosophie, devenant ainsi le responsable éditorial de la revue de l'établissement, Rue Descartes, et crée avec Fernando José de Santoro Moreira un programme d'échanges pour les « second et troisième cycles (pt) » (CAPES) de l'Université du Brésil de Rio. Elle délivre dans ce cadre un enseignement synthétisant quarante années d'une recherche consacrée à déterminer comment la langue et le récit d'Homère ont façonné la pensée occidentale, Les Origines du langage philosophique - stratégies rhétoriques et poétiques de la sagesse antique : souvent sans le savoir, « nous sommes tous des lecteurs d'Homère. »
L'articulation entre les enjeux politiques et les langues est l'un des grands axes de ses travaux,. Elle se montre critique à l'égard de langues comme le globish qu'elle qualifie de repoussoir de la traduction ou la langue espéranto. Par exemple, sur l'espéranto, dans Plus d'une langue, (Bayard, coll. « Les petites conférences », 2012), elle écrit : « Non, la langue ne se réduit pas à un calcul, et l'Espéranto ne fonctionne pas, car c'est artificiel, insuffisant, sans épaisseur d'histoire ni de signifiant, sans auteurs et sans œuvres… L'Espéranto, aussi mort qu'une langue morte, n'est la langue maternelle de personne. ».

### Engagements personnels (2011-2014)
En 2011, elle fait partie du comité des fondateurs de l'Institut de psychanalyse de l'hôpital Sainte-Anne, dont le chef de service lacanien Françoise Gorog prend la direction, et entre au conseil scientifique du Labex TransferS, émanation du CNRS, de Normale et du Collège de France, affectée à la promotion et l'étude des échanges culturels, notamment par l'informatique, où elle prend en charge trois des programmes de recherche.
[réf. nécessaire]
Membre de l'école doctorale Concepts et langage de la Sorbonne, elle consacre désormais une grande partie de son temps au nouage du discours et de la politique que réalisent en Afrique les commissions vérité et réconciliation.[réf. nécessaire]

### Les Maisons de la Sagesse (depuis 2017)
À la suite de l'exposition au MUCEM de Marseille (décembre 2016 - mars 2017) dont elle était la commissaire, déclinée en 2017-2018 à la Fondation Martin Bodmer à Genève, elle crée et préside en 2017 l'association Maisons de la Sagesse - Traduire, qui vise à constituer un réseau de lieux et d'actions, centré autour de la traduction comme savoir-faire avec les différences. Les deux premières implantations sont à Marseille et Aubervilliers.

### Académie française (depuis 2018)
Le 3 mai 2018, face notamment à Marie de Hennezel et Pierre Perpillou, elle est élue à l'Académie française au fauteuil précédemment occupé par Philippe Beaussant. Son épée, en forme de sabre de Jedi, lui a été remise par Xavier Darcos, au Louvre, le mardi 15 octobre 2019, et elle a été reçue officiellement sous la coupole de l'Institut de France, par Jean-Luc Marion, le jeudi suivant. Elle appartient également à la commission du Dictionnaire.

### Campus Condorcet (depuis 2019)
Le 6 février 2019, elle est élue présidente du conseil scientifique du Campus Condorcet.

## Distinctions

### Prix
- 1990 : Citoyenne d’honneur de la ville de São Paulo pour le recueil de ses articles traduits en portugais Ensaios sofisticos[47].
- 2012 : Grand prix de philosophie de l’Académie française pour l’ensemble de l’œuvre[48].
- 2018 : Médaille d'or du CNRS[49].

### Décorations
- Chevalière de la Légion d'honneur Elle est faite chevalier le 11 juillet 2014 « pour 45 ans de service »[50].
- Officière de l'ordre national du Mérite Elle est directement faite officier le 29 mai 2019[51].
- Commandeure de l'ordre des Arts et des Lettres (2020)[52].

## Axes de recherche
Synthèse, selon Alain Badiou, qui a écrit avec elle deux ouvrages, de l'héritage heideggerien et du tournant linguistique, elle relit l'histoire de la philosophie antique à la lumière de la sophistique.
Elle montre comment la sophistique, repoussée hors de la philosophie et même hors de la pensée par Platon et par Aristote, permet d'élargir la rationalité en explorant ses principes inaperçus et ses bords. Gorgias en particulier délimite l'ontologie comme un discours simplement plus efficace que les autres : l'être de Parménide est d'abord un effet de dire. Quant au principe de non-contradiction, ancré par Aristote dans l'univocité du sens, il ne cesse d'être démenti par la sémantique de l'intentionnalité, la grammaire de l'inconscient ou les difficultés de la traduction. L'exemple des commissions vérité et réconciliation la conduit à déconstruire les arrière mondes qui tentent de masquer ce qu'elle appelle l'effet sophistique, c'est-à-dire le rôle d'acte fondateur, voire thérapeutique (« logos-pharmakon »), de la parole pour l'être humain, en tant que sujet individuel dans le cas de la psychanalyse, en tant qu'être social dans le domaine politique.

## Œuvres

### Livres publiés
- Si Parménide. Le traité anonyme De Melisso Xenophane Gorgia. Édition critique et commentaire[54], in J. Bollack, Cahiers de philologie, IV, PUL, Lille, 1980, 646 p.  (ISBN 2-85939-151-7)
- L'Effet sophistique, coll. « NRF essais », Gallimard, 1995  (ISBN 9782070730230)
- Aristote et le logos : contes de la phénoménologie ordinaire, PUF, 1997, (sommaire et quatrième de couverture)
- Parménide, Sur la nature ou sur l'étant. Le grec, langue de l'être?, coll. « Points-bilingues », Le Seuil, 1998
- Voir Hélène en toute femme : d'Homère à Lacan, Les Empêcheurs de penser en rond, 2000
- Google-moi : la deuxième mission de l'Amérique, Albin Michel, 2006
- Avec le plus petit et le plus inapparent des corps, coll. Ouvertures, Fayard, 2007
- Jacques le Sophiste. Lacan, logos et psychanalyse, EPEL, 2012  (ISBN 978-2-35427-025-4)
- Plus d'une langue, coll. Les petites conférences, Bayard, 2012  (ISBN 9782227483552)
- La Nostalgie. Quand donc est-on chez soi ? Ulysse, Énée, Arendt, Autrement, 2013
- L'Archipel des idées de Barbara Cassin, coll. « L'archipel des idées », MSH, 2014, 180 p.  (ISBN 978-2-7351-1699-7)
- Derrière les grilles : sortons du tout-évaluation, Mille et une nuits, 2014
- Sophistical Practice. Toward a Consistent Relativism, Fordham University Press, Bronx, 2014, 384 p.  (ISBN 978-0-82325638-9)
- Éloge de la traduction. Compliquer l'universel, Fayard, 2016  (ISBN 978-2-213-70077-9)
- Quand dire, c'est vraiment faire : Homère, Gorgias et le peuple arc-en ciel, Fayard, 2018 , (ISBN 978-2213711614)
- Le bonheur, sa dent, douce à la mort. Autobiographie philosophique. Fayard, 2020,  (ISBN 978-2-213-71495-0) (252 p.)
- L'Odyssée au Louvre. Un roman graphique, Paris, Flammarion - Louvre, coll. « La chaire du Louvre », 2024, 262 p. (ISBN 978-2-080-46241-1)

### Coauteure
- Nicole Loraux & C. Peschanski, Gregos, Barbaros, Estrangeiros. A cidade e seus outros, Editora 34, Rio de Janeiro, 1993
- Gerhart Schröder (d), Anamorphosen der Rhetorik. Die Wahrheitspiele der Renaissance, Fink (de), Paderborn, 1997
- Éric Alliez, Metamorphosen der Zeit, Fink (de), Paderborn, 1999
- Maurice Matieu, Sous X, Actes Sud, Arles, 2003
- Danielle Cohen-Levinas, Vocabulaires de la voix, L'Harmattan, Paris, 2009
- Roland Gori et Ch. Laval, L'Appel des appels - Pour une insurrection des consciences, Paris, Mille et une nuits, coll. « Essai », 2009
- Alain Badiou Heidegger. Le nazisme, les femmes, la philosophie., coll. Ouvertures, Fayard, Paris, 2010
- Alain Badiou, Il n'y a pas de rapport sexuel : deux leçons sur "L'étourdit" de Lacan, coll. Ouvertures, Fayard, Paris, 2010
- Fred Stein, Portraits de l’exil. Paris-New York, dans le sillage d’Hannah Arendt, Arcadia, Paris, 2011
- Carlos Lévy, Genèses de l'acte de parole dans le monde grec, romain et médiéval, Turnhout, Brépols, 2012

### Direction d'ouvrages collectifs
- Le Plaisir de parler : études de sophistique comparée, Minuit, Paris, 1986
- Positions de la sophistique, coll. « Bibliothèque d’histoire de la philosophie », Vrin, Paris, 1986, 342 p.  (ISBN 978-2-7116-0918-5)
- Éric Alliez, Nos Grecs et leurs modernes : les stratégies contemporaines d'appropriation de l'Antiquité, Paris, Seuil, 1992 (ISBN 2-02-014423-9).
- Avec Gilbert Romeyer-Dherbey & Jean-Louis Labarrière (d), L'animal dans l'Antiquité, Vrin, Paris, 1997, 618 p.  (ISBN 2-7116-1323-2)[nb 3]
- Vocabulaire européen des philosophies - Dictionnaire des Intraduisibles, Le Seuil & Le Robert, Paris, 2004
- Avec Roland Gori & Christian Laval, L’Appel des appels. Pour une insurrection des consciences., Fayard, Paris, 2009
- Avec Carlos Lévy, Genèse de l'acte de parole dans le monde grec, romain et médiéval., Brepols, Turnhout, 2012  (ISBN 978-2-503-52886-1)
- Derrière les grilles : Sortons du tout-évaluation, Mille et une nuits, Paris, 2014
- Philosopher en langues. Les intraduisibles en traduction, Éditions Rue d'Ulm, 2014, 224 p. (ISBN 978-2-7288-0523-5)
- Avec Danièle Wozny (d), Les Intraduisibles du patrimoine en Afrique subsaharienne, Demopolis, Paris, novembre 2014, 360 p.  (ISBN 978-2-35457-074-3)

### Traductions

#### Traductions individuelles
- Aristote, Sur Melissus, Xénophane et Gorgias, in Si Parménide, op. cit. supra, 1980
- Parménide, Sur la nature ou sur l'étant, Seuil, Paris, 1998

#### AvecM. Narcy
- Aristote, Métaphysique IV, in La Décision du sens, op. cit. supra, 1989
- Jan Łukasiewicz, Le principe de contradiction chez Aristote, in Rue Descartes, no 1-2, p. 9-32, Albin Michel, Paris, 1991
- R. Broxton Onians (en), avec Armelle Debru (d), Les Origines de la pensée européenne, coll. « L'ordre philosophique », Seuil, Paris, 1999

#### Autres traductions collectives
- Hannah Arendt, dir. Patrick Lévy[nb 4], La Crise de la culture, Gallimard, Paris, 1972
- Hannah Arendt, Vies politiques, Gallimard, Paris, 1974
- Péter Szondi, dir Jean Bollack, Poésie et poétique de l'idéalisme allemand, éditions de Minuit, Paris, 1975
- Dir. Antonia Soulez, Manifeste du Cercle de Vienne et autres écrits, PUF, Paris, 1985
- Avec Fernando Santoro, António Vieira, Sermão de Nossa Senhora do Ó[55], inédit

## Apports
« Je cherche ce que parler veut dire. »

— Barbara Cassin paraphrasant Lacan en référence à l'herméneutique freudienne.

### Histoire sophistique de la philosophie
« Je propose d'appeler Histoire sophistique de la philosophie celle qui rapporte les positions, non pas à l'unicité de la vérité, qu'elle soit éternelle ou progressivement constituée en mode hégelien (la vérité comme telos, dans un temps orienté, ou “comme si” orienté), mais celle qui les rapporte aux instantanés du kairos, occasion, opportunité, grâce à des mêkhanai, procédés, ruses, machines, permettant de happer le kairos par son toupet,. »

### Logologie
Terme repris de Novalis, la logologie nomme[pas clair] la théorie sophistique où le dire effectue le monde (avec, notamment, Gorgias dans le Traité du non-être), par opposition (et comme conséquence poussée du Poème de Parménide) à l'ontologie. L'être est un effet de dire (L'Effet sophistique).
En particulier, dans le cadre de l'histoire sophistique, la logologie étudie l'histoire de la performativité.

### Le barbare est au cœur de la langue
« Nous barbarisons quand nous refusons ce qui constitue l’autre comme autre (…) »

La banalisation du mal passe, outre la désignation de l'étranger comme barbare, par la prétention à l'universalité d'une langue, une novlangue, qui, réduite à un système de communication, dénie à chaque langue maternelle ce qu'elle a d'intraduisible, en particulier son aspect performatif en ce que celui-ci a de fondateur pour une civilisation. Selon Barbara Cassin, la défense de la diversité des langues, en particulier face au globish et la googlisation de la pensée[définition souhaitable], est un rempart contre la barbarie.